# سولبوتیامین
سولبوتیامین (نام تجاری: Arcalion) یکی از مشتقات سنتزی تیامین (ویتامین B۱) است. در فرانسه برای درمان علائم ضعف یا خستگی استفاده می‌شود. همچنین به عنوان مکمل غذایی به فروش می‌رسد. سولبوتیامین نخستین بار در ژاپن و طی تحقیقاتی برای تولید مشتقات مفید تیامین کشف شد.

## استفاده پزشکی
از این ماده برای درمان علائم سستی و ضعف (علائم خستگی یا ضعف) استفاده می‌شود، هر چند به‌طور دقیق مشخص نیست که آیا در کاهش خستگی مؤثر است یا نه. همچنین برای درمان کمبود تیامین نیز استفاده می‌شود. سولبوتیامی به عنوان یک ضداضطراب کولینرژیک قوی، و یک نوتروپیک محبوب کاربرد دارد. مصرف‌کنندگان آن گزارش‌های از افزایش حافظه، تمرکز و بهبود روحیه و انگیزه نیز داده‌اند. در ورزشکاران استقامتی ممکن است از آن برای افزایش عملکرد بدنی استفاده شود.

## عوارض جانبی
عوارض جانبی مشاهده شده در آزمایشات بالینی شامل اسهال، عفونت مثانه، برونشیت، درد آرتروز، کمر درد، آسم، درد شکمی، بی خوابی، یبوست، ورم معده و روده، درد منتشر، سینوزیت، سردرد، درد کلیه، سرگیجه و گلو درد است.